# Kahoku
Kahoku (jap. かほく市, -shi) ist eine Stadt in der Präfektur Ishikawa auf der Insel Honshū in Japan.

## Geographie
Kahoku liegt nördlich von Kanazawa und südlich von Wajima am Japanischen Meer.

## Angrenzende Städte und Gemeinden
- Hōdatsushimizu
- Tsubata
- Uchinada

## Geschichte
Kahoku entstand am 1. März 2004 durch Zusammenschluss der Gemeinden Unoke (宇ノ気町, -machi), Nanatsuka (七塚町, -machi) und Takamatsu (高松町, -machi) des Landkreises Kahoku.

## Sehenswürdigkeiten
In der Stadt befindet sich das „Ishikawa Nishida Kitaro Museum der Philosophie“ (西田幾多郎記念哲学管, Nishida Kitarō kinen tetsugaku-kan).

## Verkehr
- Zug:
  - JR Nanao-Linie
- Straße:
  - Nationalstraße 159, nach Kanazawa und Nanao
  - Nationalstraße 471, nach Hakui und Takayama

## Städtepartnerschaften
- Meßkirch in Baden-Württemberg

## Söhne und Töchter der Stadt
- Nishida Kitarō (1870–1945), Philosoph

## Weblinks

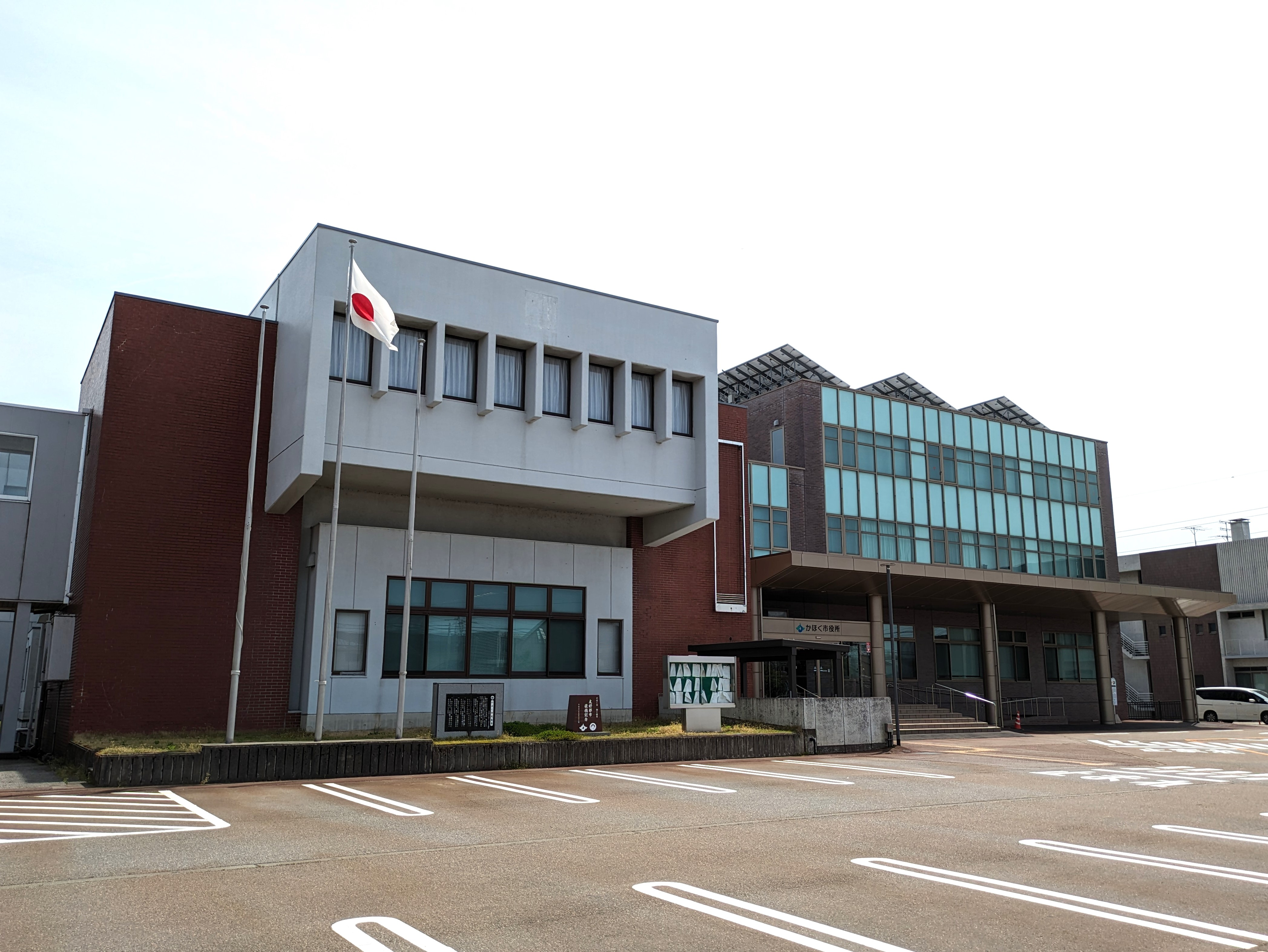
Rathaus